# Bundestagswahlkreis Rhein-Erft-Kreis I
Der Wahlkreis Rhein-Erft-Kreis I (Wahlkreis 90; bis zur Bundestagswahl 2021 Wahlkreis 91) ist ein Bundestagswahlkreis in Nordrhein-Westfalen. Er umfasst den nördlichen Teil des Rhein-Erft-Kreises mit den Gemeinden Bedburg, Bergheim, Elsdorf, Frechen, Hürth, Kerpen und Pulheim.

## Wahlkreisgeschichte
| Wahl      | Wahlkreisname         | Gebiet                                                         |
| --------- | --------------------- | -------------------------------------------------------------- |
| 1949      | 6 Köln-Land           | Kreis Köln                                                     |
| 1953–1961 | 65 Köln-Land          | Kreis Köln                                                     |
| 1965–1972 | 58 Köln-Land          | Kreis Köln                                                     |
| 1976      | 58 Erftkreis II       | Kreis Köln in den Grenzen von 1974                             |
| 1980–1998 | 57 Erftkreis I        | Frechen, Hürth, Pulheim, Bedburg, Bergheim, Elsdorf und Kerpen |
| 2002–2009 | 92 Erftkreis I        | Frechen, Hürth, Pulheim, Bedburg, Bergheim, Elsdorf und Kerpen |
| 2013–2021 | 91 Rhein-Erft-Kreis I | Frechen, Hürth, Pulheim, Bedburg, Bergheim, Elsdorf und Kerpen |
| 2025–     | 90 Rhein-Erft-Kreis I | Frechen, Hürth, Pulheim, Bedburg, Bergheim, Elsdorf und Kerpen |

## Wahlkreisabgeordnete
| Wahl | Abgeordneter | Abgeordneter     | Partei | Stimmen in % |
| ---- | ------------ | ---------------- | ------ | ------------ |
| 1949 |              | Aloys Lenz       | CDU    | 43,0         |
| 1953 | 53,6         | Aloys Lenz       | CDU    |              |
| 1957 | 58,8         | Aloys Lenz       | CDU    |              |
| 1961 | 53,6         | Aloys Lenz       | CDU    |              |
| 1965 | 51,9         | Aloys Lenz       | CDU    |              |
| 1969 |              | Rudi Adams       | SPD    | 48,8         |
| 1972 | 53,2         | Rudi Adams       | SPD    |              |
| 1976 | 46,4         | Rudi Adams       | SPD    |              |
| 1980 |              | Klaus Lennartz   | SPD    | 52,1         |
| 1983 | 48,3         | Klaus Lennartz   | SPD    |              |
| 1987 | 50,8         | Klaus Lennartz   | SPD    |              |
| 1990 | 52,1         | Klaus Lennartz   | SPD    |              |
| 1994 | 51,2         | Klaus Lennartz   | SPD    |              |
| 1998 | 53,0         | Klaus Lennartz   | SPD    |              |
| 2002 |              | Gabriele Frechen | SPD    | 48,9         |
| 2005 | 47,8         | Gabriele Frechen | SPD    |              |
| 2009 |              | Willi Zylajew    | CDU    | 39,4         |
| 2013 |              | Georg Kippels    | CDU    | 47,3         |
| 2017 | 39,2         | Georg Kippels    | CDU    |              |
| 2021 | 33,0         | Georg Kippels    | CDU    |              |
| 2025 | 35,0         | Georg Kippels    | CDU    |              |

## Wahlergebnisse

### Bundestagswahl 2025
Der Wahlkreis trägt bei der Bundestagswahl 2025 die Nummer 90. Zur Wahl stehen:
| Kandidaten                      | Kandidaten                 | Parteien/Listen     | Erststimmen | Erststimmen | Zweitstimmen | Zweitstimmen |
| Kandidaten                      | Kandidaten                 | Parteien/Listen     | Stimmen     | %           | Stimmen      | %            |
| ------------------------------- | -------------------------- | ------------------- | ----------- | ----------- | ------------ | ------------ |
|                                 | Aaron Luca Spielmanns      | SPD                 | 53.545      | 26,1        | 40.603       | 19,7         |
|                                 | Georg Kippelsgewählt im WK | CDU                 | 71.833      | 35,0        | 65.147       | 31,6         |
|                                 | Björn Leschny              | GRÜNE               | 20.977      | 10,2        | 23.850       | 11,6         |
|                                 | Stefan Westerschulze       | FDP                 | 7.550       | 3,7         | 10.284       | 5,0          |
|                                 | Jeremy Jason               | AfD                 | 34.348      | 16,7        | 34.398       | 16,7         |
|                                 | Fritz Laser                | Die Linke           | 13.218      | 6,4         | 14.817       | 7,2          |
|                                 | –                          | Tierschutzpartei    | –           | –           | 2.798        | 1,4          |
|                                 | –                          | Die PARTEI          | –           | –           | 930          | 0,5          |
|                                 | –                          | dieBasis            | –           | –           | 443          | 0,2          |
|                                 | –                          | Team Todenhöfer     | –           | –           | 460          | 0,2          |
|                                 | Ulrich Wokulat             | FREIE WÄHLER        | 2.567       | 1,3         | 1.091        | 0,5          |
|                                 | –                          | Volt                | –           | –           | 1.393        | 0,7          |
|                                 | –                          | MLPD                | –           | –           | 29           | 0,0          |
|                                 | –                          | PdF                 | –           | –           | 373          | 0,2          |
|                                 | Franz Rolf Pesch           | BÜNDNIS DEUTSCHLAND | 1.318       | 0,6         | 370          | 0,2          |
|                                 | –                          | BSW                 | –           | –           | 8.790        | 4,3          |
|                                 | –                          | MERA25              | –           | –           | 82           | 0,0          |
|                                 | –                          | WerteUnion          | –           | –           | 129          | 0,1          |
| Gesamt                          | Gesamt                     | Gesamt              | 205.356     | 100         | 205.987      | 100          |
|                                 |                            |                     |             |             |              |              |
| Ungültige Stimmen               | Ungültige Stimmen          | Ungültige Stimmen   | 1.795       | 0,9         | 1.164        | 0,6          |
| Wähler                          | Wähler                     | Wähler              | 207.151     | 83,7        | 207.151      | 83,7         |
| Wahlberechtigte                 | Wahlberechtigte            | Wahlberechtigte     | 247.391     |             | 247.391      |              |
|                                 |                            |                     |             |             |              |              |
| Quellen: Die Bundeswahlleiterin |                            |                     |             |             |              |              |

### Bundestagswahl 2021
| Kandidaten                                             | Kandidaten                 | Parteien/Listen      | Erststimmen | Erststimmen | Zweitstimmen | Zweitstimmen |
| Kandidaten                                             | Kandidaten                 | Parteien/Listen      | Stimmen     | %           | Stimmen      | %            |
| ------------------------------------------------------ | -------------------------- | -------------------- | ----------- | ----------- | ------------ | ------------ |
|                                                        | Georg Kippelsgewählt im WK | CDU                  | 63.635      | 33,0        | 55.068       | 28,5         |
|                                                        | Aaron Spielmanns           | SPD                  | 58.858      | 30,5        | 54.714       | 28,3         |
|                                                        | Stefan Westerschulze       | FDP                  | 17.542      | 9,1         | 24.227       | 12,5         |
|                                                        | Eugen Schmidt              | AfD                  | 13.537      | 7,0         | 13.417       | 6,9          |
|                                                        | Rüdiger Warnecke           | GRÜNE                | 25.409      | 13,2        | 27.566       | 14,3         |
|                                                        | Şirin Seitz                | DIE LINKE            | 5.889       | 3,1         | 5.682        | 2,9          |
|                                                        | –                          | Die PARTEI           | –           | –           | 1.446        | 0,7          |
|                                                        | –                          | Tierschutzpartei     | –           | –           | 2.767        | 1,4          |
|                                                        | Kristian Katzmarek         | PIRATEN              | 2.860       | 1,5         | 1.237        | 0,6          |
|                                                        | Ulrich Wokulat             | FREIE WÄHLER         | 2.132       | 1,1         | 1.439        | 0,7          |
|                                                        | –                          | NPD                  | –           | –           | 167          | 0,1          |
|                                                        | –                          | ÖDP                  | –           | –           | 100          | 0,1          |
|                                                        | –                          | V-Partei³            | –           | –           | 99           | 0,1          |
|                                                        | –                          | Gesundheitsforschung | –           | –           | 215          | 0,1          |
|                                                        | –                          | MLPD                 | –           | –           | 27           | 0,0          |
|                                                        | –                          | Die Humanisten       | –           | –           | 147          | 0,1          |
|                                                        | –                          | DKP                  | –           | –           | 32           | 0,0          |
|                                                        | –                          | SGP                  | –           | –           | 20           | 0,0          |
|                                                        | Patrik Müller              | dieBasis             | 2.218       | 1,1         | 1.762        | 0,9          |
|                                                        | –                          | Bündnis C            | –           | –           | 65           | 0,0          |
|                                                        | –                          | du.                  | –           | –           | 93           | 0,0          |
|                                                        | Helene Susojev             | LIEBE                | 873         | 0,5         | 471          | 0,2          |
|                                                        | –                          | LKR                  | –           | –           | 52           | 0,0          |
|                                                        | –                          | PdF                  | –           | –           | 70           | 0,0          |
|                                                        | –                          | LfK                  | –           | –           | 183          | 0,1          |
|                                                        | –                          | Team Todenhöfer      | –           | –           | 1.627        | 0,8          |
|                                                        | –                          | Volt                 | –           | –           | 708          | 0,4          |
| Gesamt                                                 | Gesamt                     | Gesamt               | 192.953     | 100         | 193.401      | 100          |
|                                                        |                            |                      |             |             |              |              |
| Ungültige Stimmen                                      | Ungültige Stimmen          | Ungültige Stimmen    | 1.909       | 1,0         | 1.461        | 0,7          |
| Wähler                                                 | Wähler                     | Wähler               | 194.862     | 78,2        | 194.862      | 78,2         |
| Wahlberechtigte                                        | Wahlberechtigte            | Wahlberechtigte      | 249.035     |             | 249.035      |              |
|                                                        |                            |                      |             |             |              |              |
| Quellen: Die Bundeswahlleiterin, Kandidaten – Ergebnis |                            |                      |             |             |              |              |

### Bundestagswahl 2017
| Kandidaten                                             | Kandidaten                 | Parteien/Listen      | Erststimmen | Erststimmen | Zweitstimmen | Zweitstimmen |
| Kandidaten                                             | Kandidaten                 | Parteien/Listen      | Stimmen     | %           | Stimmen      | %            |
| ------------------------------------------------------ | -------------------------- | -------------------- | ----------- | ----------- | ------------ | ------------ |
|                                                        | Georg Kippelsgewählt im WK | CDU                  | 74.207      | 39,2        | 63.664       | 33,5         |
|                                                        | Dierk Timm                 | SPD                  | 58.792      | 31,1        | 50.014       | 26,3         |
|                                                        | Rüdiger Warnecke           | GRÜNE                | 10.354      | 5,5         | 12.526       | 6,6          |
|                                                        | Zeki Gökhan                | DIE LINKE            | 8.590       | 4,5         | 11.392       | 6,0          |
|                                                        | Christian Pohlmann         | FDP                  | 17.648      | 9,3         | 27.398       | 14,4         |
|                                                        | Franz Pesch                | AfD                  | 17.113      | 9,0         | 18.091       | 9,5          |
|                                                        | Marius Hövel               | PIRATEN              | 2.306       | 1,2         | 1.032        | 0,5          |
|                                                        | –                          | NPD                  | –           | –           | 426          | 0,2          |
|                                                        | –                          | Die PARTEI           | –           | –           | 1.263        | 0,7          |
|                                                        | –                          | FREIE WÄHLER         | –           | –           | 508          | 0,3          |
|                                                        | –                          | Volksabstimmung      | –           | –           | 238          | 0,1          |
|                                                        | –                          | ÖDP                  | –           | –           | 132          | 0,1          |
|                                                        | –                          | MLPD                 | –           | –           | 45           | 0,0          |
|                                                        | –                          | SGP                  | –           | –           | 16           | 0,0          |
|                                                        | –                          | AD-DEMOKRATEN        | –           | –           | 609          | 0,3          |
|                                                        | –                          | BGE                  | –           | –           | 158          | 0,1          |
|                                                        | –                          | DiB                  | –           | –           | 199          | 0,1          |
|                                                        | –                          | DKP                  | –           | –           | 17           | 0,0          |
|                                                        | –                          | DM                   | –           | –           | 155          | 0,1          |
|                                                        | –                          | Die Humanisten       | –           | –           | 131          | 0,1          |
|                                                        | –                          | Gesundheitsforschung | –           | –           | 168          | 0,1          |
|                                                        | –                          | Tierschutzpartei     | –           | –           | 1.505        | 0,8          |
|                                                        | –                          | V-Partei³            | –           | –           | 181          | 0,1          |
|                                                        | Tevfik Çelikkan            | Einzelbewerber       | 329         | 0,2         | –            | –            |
| Gesamt                                                 | Gesamt                     | Gesamt               | 189.339     | 100         | 189.868      | 100          |
|                                                        |                            |                      |             |             |              |              |
| Ungültige Stimmen                                      | Ungültige Stimmen          | Ungültige Stimmen    | 2.166       | 1,1         | 1.637        | 0,9          |
| Wähler                                                 | Wähler                     | Wähler               | 191.505     | 76,9        | 191.505      | 76,9         |
| Wahlberechtigte                                        | Wahlberechtigte            | Wahlberechtigte      | 248.982     |             | 248.982      |              |
|                                                        |                            |                      |             |             |              |              |
| Quellen: Die Bundeswahlleiterin, Kandidaten – Ergebnis |                            |                      |             |             |              |              |

### Bundestagswahl 2013
| Gegenstand der Nachweisung | Gegenstand der Nachweisung | Erst- stimmen | Erst- stimmen | Zweit- stimmen | Zweit- stimmen |
| Bewerber                   | Partei                     | Anzahl        | %             | Anzahl         | %              |
| -------------------------- | -------------------------- | ------------- | ------------- | -------------- | -------------- |
| Wahlberechtigte            | Wahlberechtigte            | 247.721       | 100,0         | 247.721        | 100,0          |
| Wähler                     | Wähler                     | 182.970       | 73,9          | 182.970        | 73,9           |
| Ungültige Stimmen          | Ungültige Stimmen          | 6.195         | 3,4           | 4.235          | 2,3            |
| Gültige Stimmen            | Gültige Stimmen            | 176.775       | 100,0         | 178.735        | 100,0          |
| davon                      |                            |               |               |                |                |
| Georg Kippels              | CDU                        | 83.598        | 47,3          | 75.521         | 42,3           |
| Dierk Timm                 | SPD                        | 63.676        | 36,0          | 55.089         | 30,8           |
| Martin Wortmann            | FDP                        | 5.390         | 3,0           | 10.235         | 5,7            |
| Elmar Gillet               | GRÜNE                      | 9.822         | 5,6           | 12.264         | 6,9            |
| Zeki Gökhan                | DIE LINKE                  | 7.820         | 4,4           | 9.266          | 5,2            |
| Alexandra Osburg           | PIRATEN                    | 6.469         | 3,7           | 3.865          | 2,2            |
|                            | NPD                        | –             | –             | 1.769          | 1,0            |
|                            | REP                        | –             | –             | 245            | 0,1            |
|                            | Bündnis 21/RRP             | –             | –             | 108            | 0,1            |
|                            | Volksabstimmung            | –             | –             | 407            | 0,2            |
|                            | ÖDP                        | –             | –             | 221            | 0,1            |
|                            | MLPD                       | –             | –             | 19             | 0,0            |
|                            | BüSo                       | –             | –             | 46             | 0,0            |
|                            | PSG                        | –             | –             | 44             | 0,0            |
|                            | AfD                        | –             | –             | 6.660          | 3,7            |
|                            | BIG                        | –             | –             | 225            | 0,1            |
|                            | pro Deutschland            | –             | –             | 700            | 0,4            |
|                            | DIE RECHTE                 | –             | –             | 73             | 0,0            |
|                            | FREIE WÄHLER               | –             | –             | 747            | 0,4            |
|                            | Nichtwähler                | –             | –             | 313            | 0,2            |
|                            | PDV                        | –             | –             | 227            | 0,1            |
|                            | Die PARTEI                 | –             | –             | 691            | 0,4            |

### Bundestagswahl 2009
| Gegenstand der Nachweisung | Gegenstand der Nachweisung | Erst- stimmen | Erst- stimmen | Zweit- stimmen | Zweit- stimmen |
| Bewerber                   | Partei                     | Anzahl        | %             | Anzahl         | %              |
| -------------------------- | -------------------------- | ------------- | ------------- | -------------- | -------------- |
| Wahlberechtigte            | Wahlberechtigte            | 245.417       | 100,0         | 245.417        | 100,0          |
| Wähler                     | Wähler                     | 180.037       | 73,4          | 180.037        | 73,4           |
| Ungültige Stimmen          | Ungültige Stimmen          | 2.597         | 1,4           | 2.259          | 1,3            |
| Gültige Stimmen            | Gültige Stimmen            | 177.440       | 100,0         | 177.778        | 100,0          |
| davon                      |                            |               |               |                |                |
| Gabriele Frechen           | SPD                        | 63.487        | 35,8          | 49.072         | 27,6           |
| Willi Zylajew              | CDU                        | 69.845        | 39,4          | 60.798         | 34,2           |
| Lars Oliver Effertz        | FDP                        | 18.620        | 10,5          | 29.495         | 16,6           |
| Johannes Bortlisz-Dickhoff | GRÜNE                      | 11.195        | 6,3           | 16.136         | 9,1            |
| Wilhelm Dedecke            | DIE LINKE                  | 11.215        | 6,3           | 13.214         | 7,4            |
| Axel Reitz                 | NPD                        | 2.620         | 1,5           | 1.952          | 1,1            |
|                            | Die Tierschutzpartei       | –             | –             | 1.333          | 0,7            |
|                            | FAMILIE                    | –             | –             | 793            | 0,4            |
|                            | REP                        | –             | –             | 500            | 0,3            |
|                            | Volksabstimmung            | –             | –             | 236            | 0,1            |
|                            | MLPD                       | –             | –             | 33             | 0,0            |
|                            | PSG                        | –             | –             | 29             | 0,0            |
|                            | ZENTRUM                    | –             | –             | 80             | 0,0            |
|                            | BüSo                       | –             | –             | 42             | 0,0            |
|                            | DVU                        | –             | –             | 98             | 0,1            |
|                            | ödp                        | –             | –             | 151            | 0,1            |
|                            | PIRATEN                    | –             | –             | 2.688          | 1,5            |
|                            | RRP                        | –             | –             | 195            | 0,1            |
|                            | RENTNER                    | –             | –             | 933            | 0,5            |
| Günter Martin              | Einzelbewerber             | 458           | 0,3           | –              | –              |

### Bundestagswahl 2005
| Gegenstand der Nachweisung | Gegenstand der Nachweisung | Erst- stimmen | Erst- stimmen | Zweit- stimmen | Zweit- stimmen |
| Bewerber                   | Partei                     | Anzahl        | %             | Anzahl         | %              |
| -------------------------- | -------------------------- | ------------- | ------------- | -------------- | -------------- |
| Wahlberechtigte            | Wahlberechtigte            | 240.830       | 100,0         | 240.830        | 100,0          |
| Wähler                     | Wähler                     | 191.575       | 79,5          | 191.575        | 79,5           |
| Ungültige Stimmen          | Ungültige Stimmen          | 3.083         | 1,6           | 2.516          | 1,3            |
| Gültige Stimmen            | Gültige Stimmen            | 188.492       | 100,0         | 189.059        | 100,0          |
| davon                      |                            |               |               |                |                |
| Gabriele Frechen           | SPD                        | 90.150        | 47,8          | 77.413         | 40,9           |
| Willi Zylajew              | CDU                        | 74.380        | 39,5          | 63.432         | 33,6           |
| Lars Oliver Effertz        | FDP                        | 9.168         | 4,9           | 21.187         | 11,2           |
| Johannes Bortlisz-Dickhoff | GRÜNE                      | 5.797         | 3,1           | 12.838         | 6,8            |
| Hans Decruppe              | Die Linke.                 | 7.041         | 3,7           | 8.853          | 4,7            |
|                            | REP                        | –             | –             | 475            | 0,3            |
|                            | Die Tierschutzpartei       | –             | –             | 1.177          | 0,6            |
| Herbert Schirmer           | NPD                        | 1.956         | 1,0           | 1.562          | 0,8            |
|                            | FAMILIE                    | –             | –             | 792            | 0,4            |
|                            | GRAUE                      | –             | –             | 840            | 0,4            |
|                            | PBC                        | –             | –             | 82             | 0,0            |
|                            | ZENTRUM                    | –             | –             | 47             | 0,0            |
|                            | BüSo                       | –             | –             | 58             | 0,0            |
|                            | Deutschland                | –             | –             | 184            | 0,1            |
|                            | MLPD                       | –             | –             | 37             | 0,0            |
|                            | PSG                        | –             | –             | 82             | 0,0            |

### Bundestagswahl 2002
| Gegenstand der Nachweisung   | Gegenstand der Nachweisung | Erst- stimmen | Erst- stimmen | Zweit- stimmen | Zweit- stimmen |
| Bewerber                     | Partei                     | Anzahl        | %             | Anzahl         | %              |
| ---------------------------- | -------------------------- | ------------- | ------------- | -------------- | -------------- |
| Wahlberechtigte              | Wahlberechtigte            | 237.310       | 100,0         | 237.310        | 100,0          |
| Wähler                       | Wähler                     | 193.667       | 81,6          | 193.667        | 81,6           |
| Ungültige Stimmen            | Ungültige Stimmen          | 2.745         | 1,4           | 2.400          | 1,2            |
| Gültige Stimmen              | Gültige Stimmen            | 190.922       | 100,0         | 191.267        | 100,0          |
| davon                        |                            |               |               |                |                |
| Gabriele Frechen             | SPD                        | 93.400        | 48,9          | 83.752         | 43,8           |
| Willi Zylajew                | CDU                        | 70.969        | 37,2          | 65.464         | 34,2           |
| Lars Oliver Effertz          | FDP                        | 14.582        | 7,6           | 20.229         | 10,6           |
| Johannes Bortlisz-Dickhoff   | GRÜNE                      | 7.918         | 4,1           | 15.582         | 8,1            |
| Markus Struben               | PDS                        | 1.586         | 0,8           | 1.756          | 0,9            |
|                              | REP                        | –             | –             | 601            | 0,3            |
| Katharina Hennecke-Schneider | GRAUE                      | 1.254         | 0,7           | 624            | 0,3            |
|                              | Die Tierschutzpartei       | –             | –             | 882            | 0,5            |
|                              | FAMILIE                    | –             | –             | 372            | 0,2            |
|                              | NPD                        | –             | –             | 426            | 0,2            |
|                              | PBC                        | –             | –             | 72             | 0,0            |
|                              | ödp                        | –             | –             | 57             | 0,0            |
|                              | CM                         | –             | –             | 64             | 0,0            |
|                              | DIE FRAUEN                 | –             | –             | 171            | 0,1            |
|                              | BüSo                       | –             | –             | 23             | 0,0            |
|                              | Die Violetten              | –             | –             | 43             | 0,0            |
|                              | ZENTRUM                    | –             | –             | 44             | 0,0            |
|                              | HP                         | –             | –             | 17             | 0,0            |
| Joseph Michael Meyer         | Schill                     | 1.213         | 0,6           | 1.088          | 0,6            |

### Bundestagswahl 1998
| Gegenstand der Nachweisung   | Gegenstand der Nachweisung | Erst- stimmen | Erst- stimmen | Zweit- stimmen | Zweit- stimmen |
| Bewerber                     | Partei                     | Anzahl        | %             | Anzahl         | %              |
| ---------------------------- | -------------------------- | ------------- | ------------- | -------------- | -------------- |
| Wahlberechtigte              | Wahlberechtigte            | 231.086       | 100,0         | 231.086        | 100,0          |
| Wähler                       | Wähler                     | 196.653       | 85,1          | 196.653        | 85,1           |
| Ungültige Stimmen            | Ungültige Stimmen          | 2.180         | 1,1           | 1.986          | 1,0            |
| Gültige Stimmen              | Gültige Stimmen            | 194.473       | 100,0         | 194.667        | 100,0          |
| davon                        |                            |               |               |                |                |
| Klaus Lennartz               | SPD                        | 103.116       | 53,0          | 93.908         | 48,2           |
| Jürgen Rüttgers              | CDU                        | 74.753        | 38,4          | 66.679         | 34,3           |
| Dorothee Werner-Mang         | F.D.P.                     | 4.507         | 2,3           | 14.056         | 7,2            |
| Ute Janota                   | GRÜNE                      | 7.597         | 3,9           | 11.224         | 5,8            |
| Jörg Detjen                  | PDS                        | 1.512         | 0,8           | 1.861          | 1,0            |
|                              | Deutschland                | –             | –             | 83             | 0,0            |
|                              | APPD                       | –             | –             | 107            | 0,1            |
|                              | BüSo                       | –             | –             | 20             | 0,0            |
|                              | BFB – Die Offensive        | –             | –             | 110            | 0,1            |
|                              | Chance 2000                | –             | –             | 71             | 0,0            |
|                              | CM                         | –             | –             | 62             | 0,0            |
|                              | DVU                        | –             | –             | 1.714          | 0,9            |
| Katharina Hennecke-Schneider | GRAUE                      | 985           | 0,5           | 831            | 0,4            |
| Thomas Gürtler               | REP                        | 2.003         | 1,0           | 1.631          | 0,8            |
|                              | FAMILIE                    | –             | –             | 285            | 0,1            |
|                              | DIE FRAUEN                 | –             | –             | 88             | 0,0            |
|                              | Pro DM                     | –             | –             | 768            | 0,4            |
|                              | MLPD                       | –             | –             | 14             | 0,0            |
|                              | Tierschutz                 | –             | –             | 539            | 0,3            |
|                              | NPD                        | –             | –             | 218            | 0,1            |
|                              | NATURGESETZ                | –             | –             | 65             | 0,0            |
|                              | ödp                        | –             | –             | 64             | 0,0            |
|                              | PBC                        | –             | –             | 106            | 0,1            |
|                              | Nichtwähler                | –             | –             | 134            | 0,1            |
|                              | PSG                        | –             | –             | 29             | 0,0            |

### Bundestagswahl 1994
| Gegenstand der Nachweisung | Gegenstand der Nachweisung | Erst- stimmen | Erst- stimmen | Zweit- stimmen | Zweit- stimmen |
| Bewerber                   | Partei                     | Anzahl        | %             | Anzahl         | %              |
| -------------------------- | -------------------------- | ------------- | ------------- | -------------- | -------------- |
| Wahlberechtigte            | Wahlberechtigte            | 228.301       | 100,0         | 228.301        | 100,0          |
| Wähler                     | Wähler                     | 191.041       | 83,7          | 191.041        | 83,7           |
| Ungültige Stimmen          | Ungültige Stimmen          | 5.848         | 3,1           | 3.365          | 1,8            |
| Gültige Stimmen            | Gültige Stimmen            | 185.193       | 100,0         | 187.676        | 100,0          |
| davon                      |                            |               |               |                |                |
| Klaus Lennartz             | SPD                        | 94.801        | 51,2          | 84.663         | 45,1           |
| Jürgen Rüttgers            | CDU                        | 71.737        | 38,7          | 69.730         | 37,2           |
| Marie-Louise Dahlhausen    | F.D.P.                     | 5.478         | 3,0           | 14.068         | 7,5            |
| Ute Janota                 | GRÜNE                      | 10.055        | 5,4           | 13.002         | 6,9            |
| Horst-Dieter Lintz         | REP                        | 2.224         | 1,2           | 2.322          | 1,2            |
| Jörg Hochscherf            | PDS                        | 898           | 0,5           | 1.342          | 0,7            |
|                            | Solidarität                | –             | –             | 29             | 0,0            |
|                            | BSA                        | –             | –             | 19             | 0,0            |
|                            | CM                         | –             | –             | 86             | 0,0            |
|                            | ZENTRUM                    | –             | –             | 39             | 0,0            |
|                            | DIE GRAUEN                 | –             | –             | 852            | 0,5            |
|                            | NATURGESETZ                | –             | –             | 160            | 0,1            |
|                            | MLPD                       | –             | –             | 12             | 0,0            |
|                            | Die Tierschutzpartei       | –             | –             | 694            | 0,4            |
|                            | ÖDP                        | –             | –             | 213            | 0,1            |
|                            | PBC                        | –             | –             | 86             | 0,0            |
|                            | STATT Partei               | –             | –             | 359            | 0,2            |

### Bundestagswahl 1990
| Gegenstand der Nachweisung    | Gegenstand der Nachweisung | Erst- stimmen | Erst- stimmen | Zweit- stimmen | Zweit- stimmen |
| Bewerber                      | Partei                     | Anzahl        | %             | Anzahl         | %              |
| ----------------------------- | -------------------------- | ------------- | ------------- | -------------- | -------------- |
| Wahlberechtigte               | Wahlberechtigte            | 225.573       | 100,0         | 225.573        | 100,0          |
| Wähler                        | Wähler                     | 182.161       | 80,8          | 182.161        | 80,8           |
| Ungültige Stimmen             | Ungültige Stimmen          | 2.816         | 1,5           | 2.353          | 1,3            |
| Gültige Stimmen               | Gültige Stimmen            | 179.345       | 100,0         | 179.808        | 100,0          |
| davon                         |                            |               |               |                |                |
| Klaus Lennartz                | SPD                        | 93.428        | 52,1          | 80.100         | 44,5           |
| Karl Alfons Müller            | CDU                        | 66.319        | 37,0          | 67.936         | 37,8           |
| Erika Krebsbach               | F.D.P.                     | 9.985         | 5,6           | 20.217         | 11,2           |
| Ute Janota                    | GRÜNE                      | 6.475         | 3,6           | 6.606          | 3,7            |
|                               | CM                         | –             | –             | 138            | 0,1            |
| Ernst Gerhard Wilhelm Römhild | DIE GRAUEN                 | 1.631         | 0,9           | 1.455          | 0,8            |
|                               | REP                        | –             | –             | 1.972          | 1,1            |
|                               | FRAUEN                     | –             | –             | 180            | 0,1            |
| Herbert Schirmer              | NPD                        | 1.033         | 0,6           | 510            | 0,3            |
| Ursel-Margret Becker          | ÖDP                        | 474           | 0,3           | 382            | 0,2            |
|                               | PDS                        | –             | –             | 261            | 0,1            |
|                               | Patrioten                  | –             | –             | 18             | 0,0            |
|                               | VAA                        | –             | –             | 33             | 0,0            |